# Фурман, Дин
Дин Фу́рман (англ. Dean Furman; род. 22 июня 1988, Кейптаун) — южноафриканский футболист, полузащитник клуба «Суперспорт Юнайтед» и сборной ЮАР.
Родился в Кейптауне, в еврейской семье. Выступал за клуб шотландской Премьер-лиги «Рейнджерс». Фурман был капитаном юношеского состава «Рейнджерс», выигравшей шотландский молодёжный кубок в 2007 году, обыграв «Селтик» со счетом 5:0.